# Gareth Evans (philosophe)
Pour les articles homonymes, voir Evans et Gareth Evans.
Gareth Evans (12 mai 1946 - 10 août 1980) est un philosophe britannique, disciple de Peter Strawson, et actif à l'université d'Oxford dans les années 1970. Il est mort prématurément d'un cancer du poumon.
Son ouvrage principal, The Varieties of Reference (Oxford University Press, 1982), inachevé et posthume, a été édité par son proche collègue John McDowell. L'ouvrage est une défense d'une conception néo-frégéenne du langage et de l'esprit.

## Ouvrage de référence
- Gareth Evans, sous la dir. de Stéphane Chauvier ; [publ.] par l'équipe "Identité et Subjectivité", Presses universitaires de Caen, 2003, 150 p. (ISBN 2-84133-223-3)